# 美丽城 (巴黎)

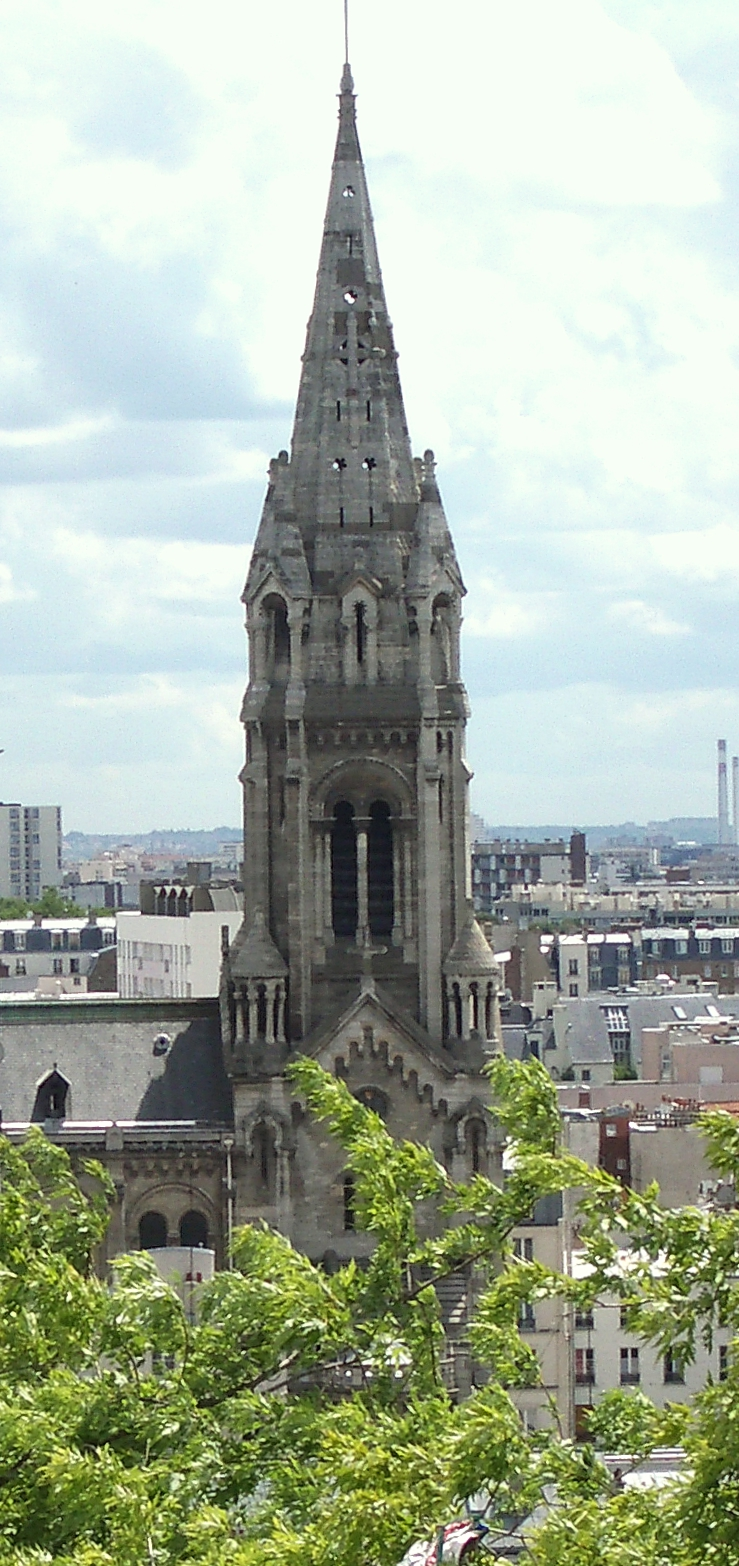
從梅尼尔蒙唐看到的美麗城

美麗城（法語：Belleville，法語發音：[bɛlvil] ⓘ；又譯貝爾維爾、貝勒維爾）是法國首都巴黎的一个區域，處於巴黎10、11、19和20区的交界处，前身为原塞纳省同名市镇贝尔维尔。美麗城內包括法國歸正會教堂、貝爾維爾公園和巴黎的兩個唐人街之一。法國歌手艾迪特·皮雅芙在這成長，據傳說，她出生在貝爾維爾路（Rue de Belleville）的一個燈柱旁的石階上。

## 歷史
美麗城原本是工人階級的城市，曾是一個市镇独立的市镇，不過在1860年和巴黎併合。

Belleville, 2021

## 文化
美麗城現在已是充滿色彩、多種族的城市。內裡有一條唐人街。

## 交通
地铁2、7bis、11。

## 外部連結
- 美麗城商業組織官網
- 美麗城社群 Blog （页面存档备份，存于）
- 關於美麗城內的猶太人和穆斯林

48°52′26″N 2°23′07″E / 48.87389°N 2.38528°E